# Jurásico
| Era Eratema | Período Sistema | Inicio (millones años) |
| ----------- | --------------- | ---------------------- |
| Mesozoico   | Cretácico       | 143,1                  |
| Mesozoico   | Jurásico        | 201,4 ±0,2             |
| Mesozoico   | Triásico        | 251,902 ±0,024         |

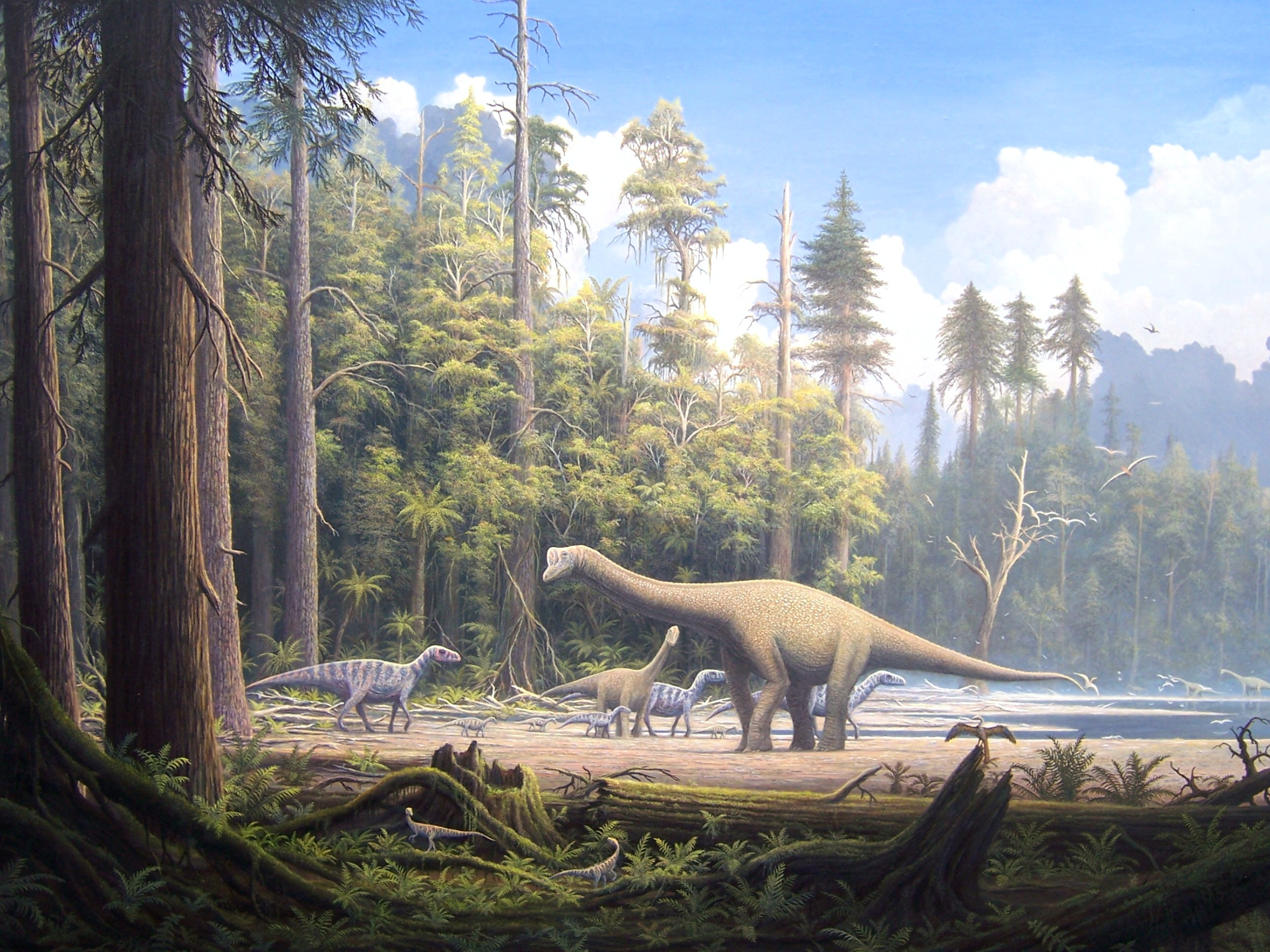
Escena del Jurásico

El Jurásico es el segundo sistema y período del Mesozoico en la escala temporal geológica. Sucede al Triásico y precede al Cretácico. Duró unos 58 millones de años, comenzando hace 201 millones  de años y acabando hace 143 millones de años. Debe su nombre a la cadena montañosa del Jura, en los Alpes, lugar donde el geólogo prusiano Alexander von Humboldt identificó este sistema en 1795. Refiriéndose a esos mismos terrenos del Jura, el término Jurásico fue acuñado por primera vez en 1829 por el naturalista francés, Alexandre Brongniart en su obra Tableau des terrains qui composent l'écorce du globe ou essai sur la structure de la partie connue de la terre (Descripción de los terrenos que constituyen la corteza de la Tierra o ensayo sobre la estructura de la parte conocida de la Tierra).
Este período se caracteriza por la hegemonía de los grandes dinosaurios y por la escisión de Pangea en los continentes Laurasia y Gondwana. De este último se escindió Australia (en el Jurásico superior y principios de Cretácico), del mismo modo que Laurasia se dividió en Norteamérica y Eurasia.
Son comunes gimnospermas (especialmente coníferas, Bennettitales y cicadas) y helechos. Muchos tipos de dinosaurios, como saurópodos, carnosaurios, y estegosaurios. Los mamíferos son comunes pero pequeños. Primeras aves y lagartos. Ictiosaurios y plesiosaurios se diversifican. Bivalvos, ammonites y belemnites abundan. Los erizos de mar son muy comunes, junto con crinoides, estrellas de mar, esponjas, y braquiópodos terebratúlidos y rinconélidos. Ruptura de Pangea en Gondwana y Laurasia.
El Jurásico se divide en Inferior, Medio y Superior, también conocidos en Europa como Lias, Dogger y Malm, términos hoy obsoletos. 

## Subdivisiones
| Era Eratema | Periodo Sistema | Época Serie         | Edad Piso                      | Inicio, en millones de años |
| ----------- | --------------- | ------------------- | ------------------------------ | --------------------------- |
| Mesozoico   | Cretácico       | Cretácico           | Cretácico                      | 143,1                       |
| Mesozoico   | Jurásico        | Superior / Tardío   | Titoniense Titoniano           | 149,2±0,7                   |
| Mesozoico   | Jurásico        | Superior / Tardío   | Kimmeridgiense Kimmeridgiano   | 154,8±0,8                   |
| Mesozoico   | Jurásico        | Superior / Tardío   | Oxfordiense Oxfordiano         | 161,5±1,0                   |
| Mesozoico   | Jurásico        | Medio               | Calloviense Calloviano         | 165,3±1,1                   |
| Mesozoico   | Jurásico        | Medio               | Bathoniense Bathoniano         | 168,2±1,2                   |
| Mesozoico   | Jurásico        | Medio               | Bajociense Bajociano           | 170,9±0,8                   |
| Mesozoico   | Jurásico        | Medio               | Aaleniense Aaleniano           | 174,7±0,8                   |
| Mesozoico   | Jurásico        | Inferior / Temprano | Toarciense Toarciano           | 184,2±0,3                   |
| Mesozoico   | Jurásico        | Inferior / Temprano | Pliensbachiense Pliensbachiano | 192,9±0,3                   |
| Mesozoico   | Jurásico        | Inferior / Temprano | Sinemuriense Sinemuriano       | 199,3±0,3                   |
| Mesozoico   | Jurásico        | Inferior / Temprano | Hettangiense Hettangiano       | 201,4±0,2                   |
| Mesozoico   | Triásico        | Triásico            | Triásico                       | 251,902±0,024               |

La Comisión Internacional de Estratigrafía reconoce tres épocas/series y once edades/pisos del Jurásico, distribuidos en orden de los más recientes a los más antiguos como sigue:

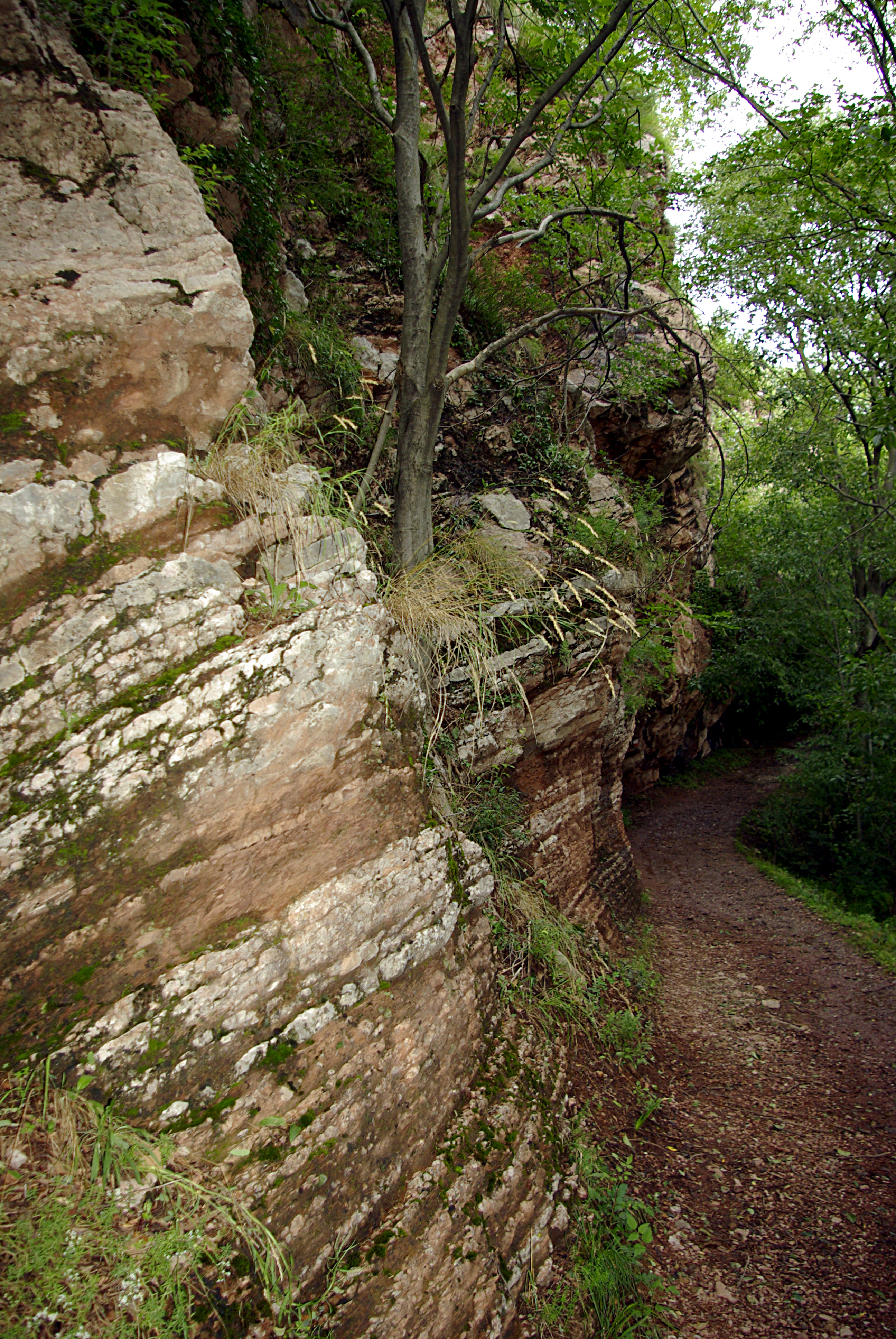
Estratos del Jurásico en Italia.

## Paleogeografía y tectónica
El nivel del mar experimentó cambios menores durante el Jurásico Inferior. En el Jurásico Superior experimentó oscilaciones más rápidas y una elevación que ocasionó la inundación de grandes áreas de América del Norte y Europa. En el Jurásico había dos provincias biogeográficas en Europa (Tetis al sur y Boreal al norte). Los arrecifes de coral se restringieron en su mayor parte a la provincia de Tetis. La transición entre las dos provincias se daba a la altura de la península ibérica. Las plantas de climas cálidos ocuparon un amplio cinturón que se extendió hasta 60° de latitud. Tanto la flora de Gondwana al sur como al norte de Siberia incluía grupos de helechos (sus parientes modernos no toleran las heladas). 
El registro geológico jurásico es bueno en el oeste de Europa, donde extensas secuencias marinas indican un tiempo donde gran parte del continente estaba sumergido bajo mares tropicales poco profundos; por su fama destaca el Patrimonio Mundial de la Costa Jurásica y los lagerstätten de Holzmaden y Solnhofen.

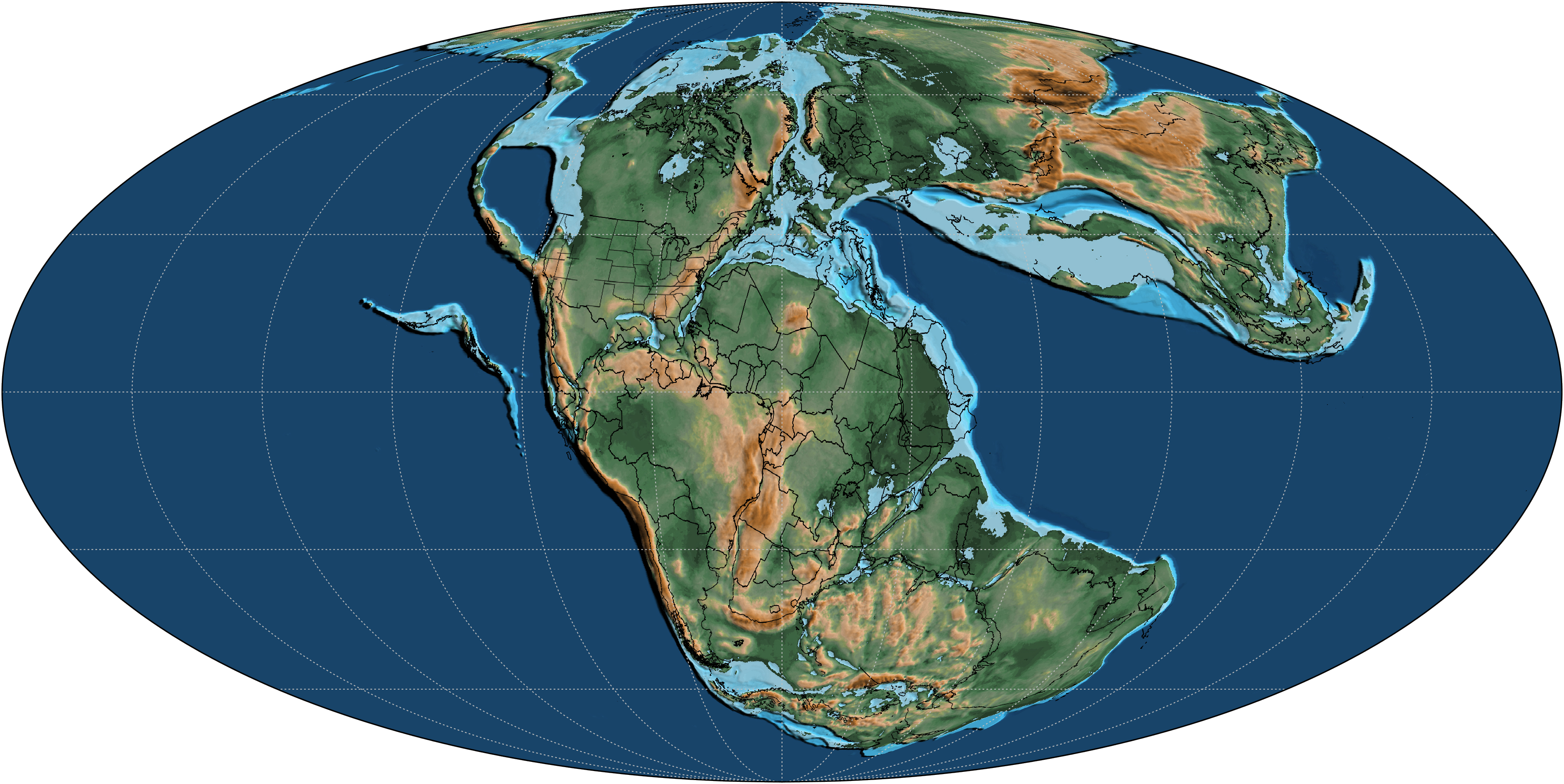
Mapa paleogeográfico del Jurásico Temprano, hace unos 190 millones de años.

A principios del Jurásico, todas las grandes masas continentales del mundo estaban fusionadas en el supercontinente Pangea, que durante el Jurásico temprano comenzó a dividirse en el supercontinente septentrional Laurasia y el supercontinente meridional Gondwana. El rifting entre Norteamérica y África fue el primero en iniciarse, comenzando a principios del Jurásico, asociado al emplazamiento de la Provincia magmática del Atlántico Central.

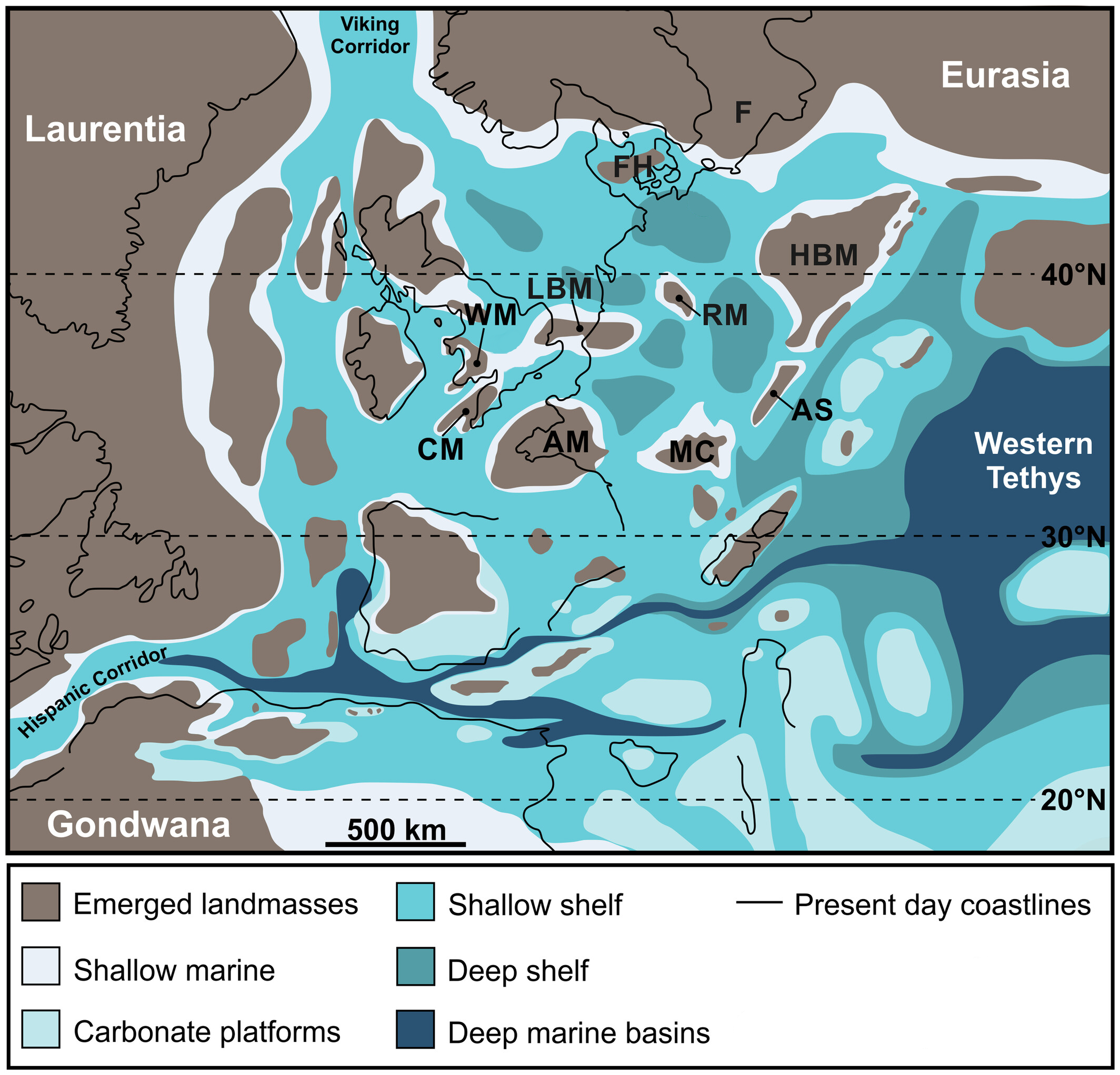
Mapa de Europa durante el Toarciense.

Durante el Jurásico, el Océano Atlántico Norte permaneció relativamente estrecho, mientras que el Atlántico Sur no se abrió hasta el Cretácico. Los continentes estaban rodeados por Panthalassa, con el océano Tethys entre Gondwana y Asia. A finales del Triásico, se produjo una transgresión marina en Europa, que inundó la mayor parte de Europa central y occidental transformándola en un archipiélago de islas rodeadas de mares poco profundos. Durante el Jurásico, tanto el Polo Norte como el Polo Sur estaban cubiertos por océanos. A partir del Jurásico Temprano, el océano Boreal estaba conectado con el protoatlántico por el «corredor vikingo» o vía marítima transcontinental laurasiana, un paso entre el Escudo Báltico y Groenlandia de varios cientos de kilómetros de ancho.   Durante el Calloviano, se formó el Mar Epicontinental de Turgai, creando una barrera marina entre Europa y Asia.

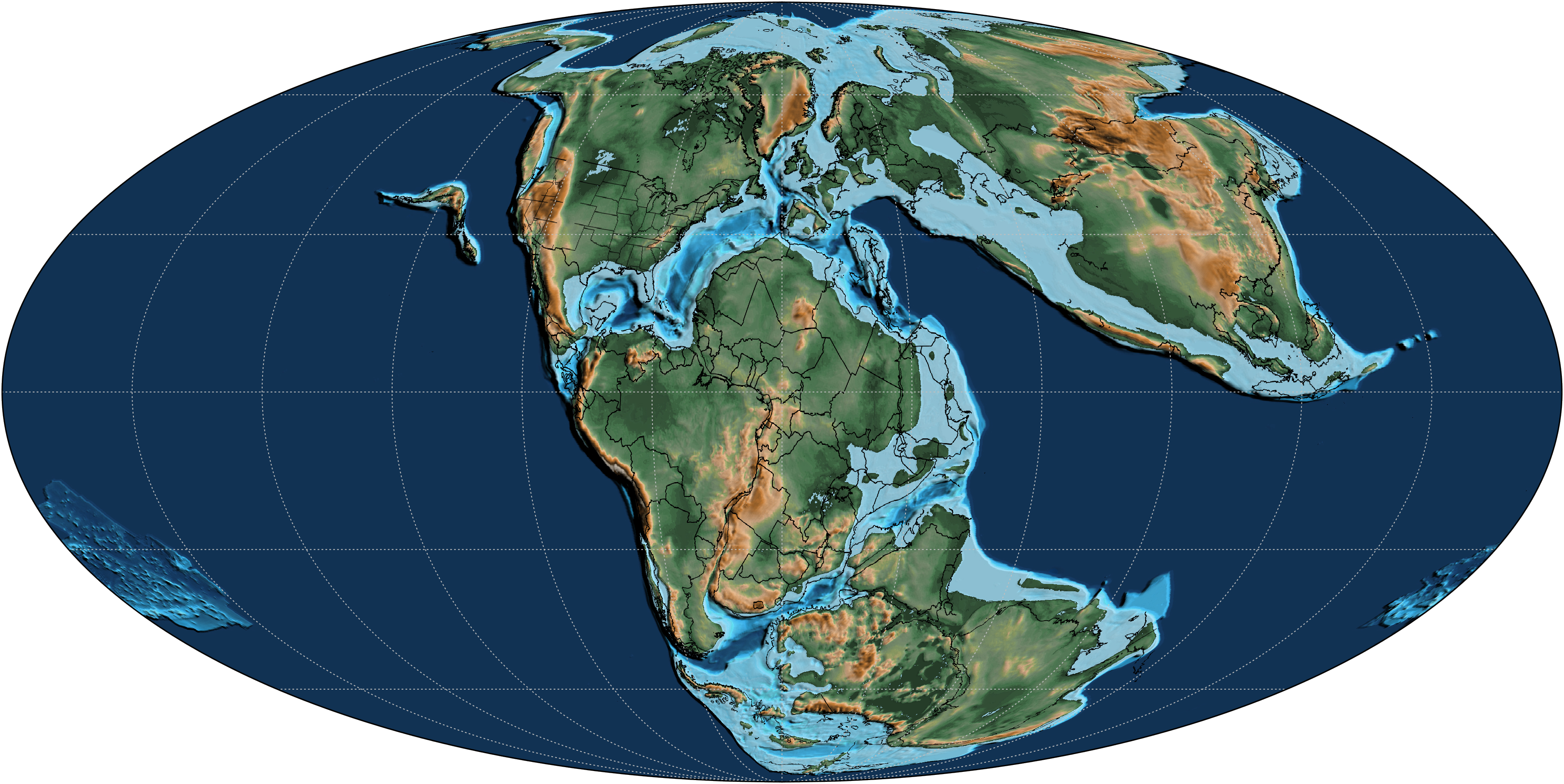
Mapa de la geografía mundial durante el Jurásico Superior, hace unos 155 millones de años

Madagascar y la Antártida comenzaron a separarse de África a finales del Jurásico Temprano en asociación con la erupción de las Grandes provincias ígneas de Karoo-Ferrar, abriendo el Océano Índico occidental y comenzando la fragmentación de Gondwana.   A principios del Jurásico, América del Norte y América del Sur permanecían conectadas, pero a principios del Jurásico Tardío se habían separado para formar la Vía Marítima del Caribe, también conocida como Corredor Hispánico, que conectaba el océano Atlántico Norte con el este de Panthalassa. Los datos paleontológicos sugieren que la vía marítima había estado abierta desde el Jurásico Temprano.

### La fragmentación de Pangea
El más espectacular desarrollo geográfico de la Era Mesozoica fue la fragmentación de Pangea, un proceso de rifting que comenzó en la región de Tetis, siguiendo la vieja sutura hercínica. El océano Tetis avanzó formando un estrecho y profundo brazo oceánico que separó Europa de África. El rift se propagó hacia el norte y finalmente hacia el sur comenzando a separar Sudamérica y África. Finalmente Pangea dio lugar al supercontinente septentrional de Laurasia y al supercontinente meridional de Gondwana; el golfo de México se abrió en el nuevo rift entre Norteamérica y lo que ahora es la península de Yucatán de México. 
El rift que formó el Atlántico tuvo otra consecuencia importante, la extensión produjo fallas normales entre África y los continentes norteños y las zonas afectadas por tales fallas se hundieron, de forma que el agua que entraba periódicamente desde el océano Tetis comenzó a evaporarse. Dichas evaporitas se localizan ahora a ambos lados del Atlántico: España, Marruecos, Terranova, etc. Durante el Jurásico medio y superior un brazo de rift se desplazó entre Norteamérica y Sudamérica, dando origen al golfo de México; otro dio lugar a la apertura del golfo de Vizcaya. El océano Atlántico Norte era relativamente estrecho, y el Océano Atlántico Sur no se formó hasta el Cretácico, cuando la propia Gondwana se fragmentó.

## Vegetación

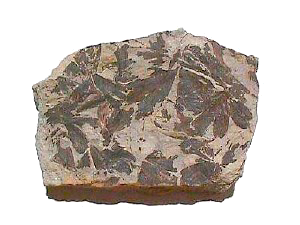
Hojas fósiles de Ginkgo huttoni del Jurásico inglés

Los paisajes del Jurásico fueron más ricos en vegetación que los del Triásico, especialmente en latitudes altas. El calor y el clima húmedo permitieron que las junglas, selvas y bosques formaran parte de gran cantidad de paisajes jurásicos. Los bosques se empiezan a extender por toda la superficie terrestre y destacan familias como las coníferas similares a los pinos y las araucarias acompañadas de diferentes tipos de helechos y palmeras. Además se hacían presente los ginkgos y los equisetos. Aún no aparecen en este periodo las plantas con inflorescencias. La distribución diferencial de la flora constituye un fiel reflejo de la separación de las zonas ecuatorial y septentrional. 

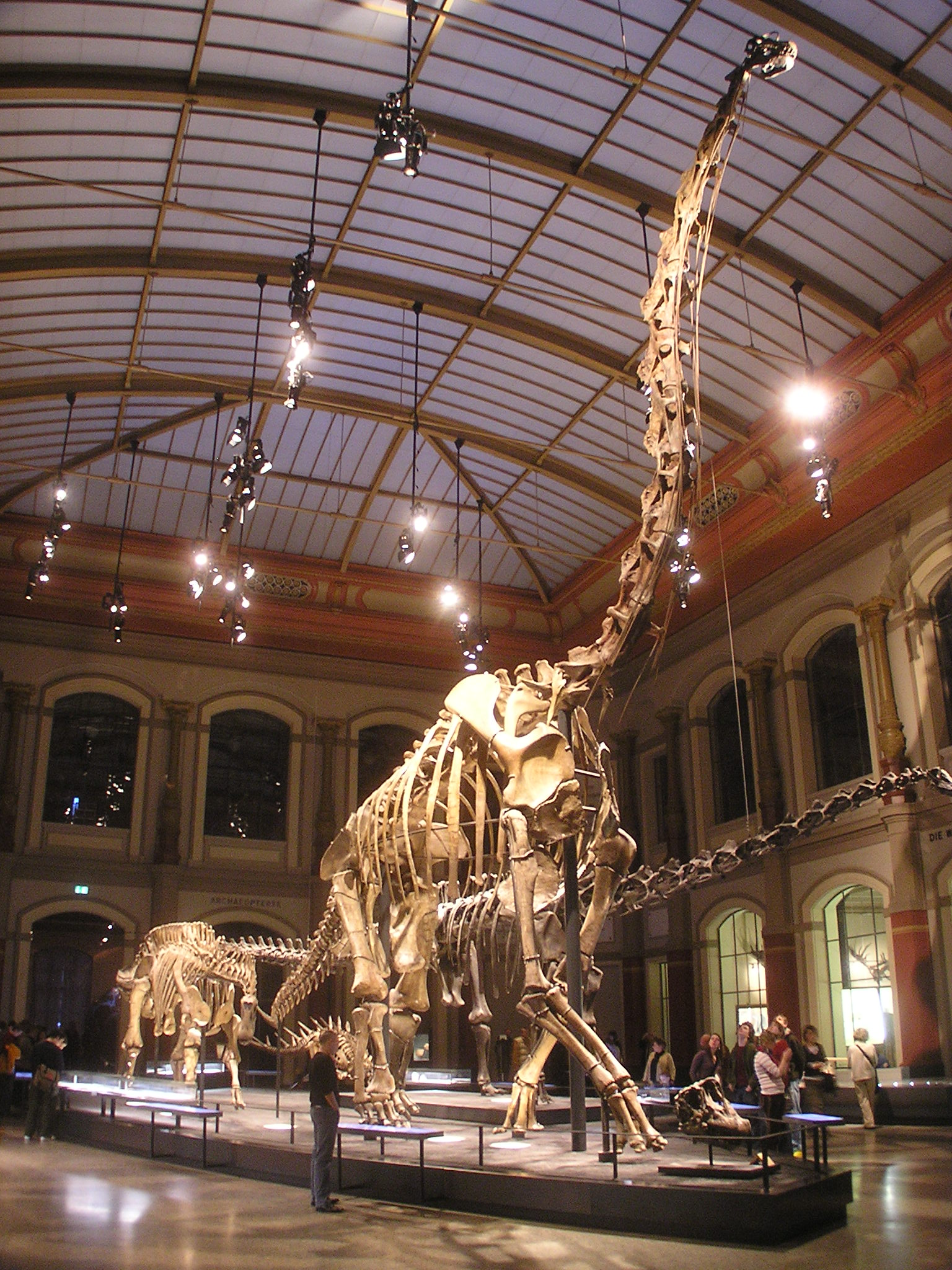
Esqueleto de Giraffatitan, un saurópodo del Jurásico superior pariente cercano del Brachiosaurus.

El desarrollo de reinos diferenciados obedecía a la existencia de barreras marinas entre el norte y el sur, y a la presencia de un mayor gradiente de temperaturas desde los polos hasta el ecuador. Los gradientes térmicos no eran tan pronunciados como lo son actualmente, no existen pruebas de hielo polar durante el Jurásico, y la flora alejada del ecuador correspondía a plantas de zonas templadas. Los paisajes jurásicos estaban dominados por Cycadophyta, y por sus parientes las Bennettitales (cicadeoideas), con aspecto de piñas gigantes cubiertas, en la estación propicia, por llamativas «flores» que no eran auténticas flores. Los bosques de ginkgos, y especialmente de coníferas, daban al paisaje cierto toque de modernidad, pero las plantas con verdaderas flores, los árboles de madera dura y especialmente las hierbas, todavía estaban ausentes.

## Fauna

### Vertebrados terrestres
Las primeras ranas aparecen en el Jurásico. Los cocodrilos se encontraban ya plenamente establecidos. Grandes reptiles arcosaurios permanecían como dominadores del ecosistema terrestre. El registro fósil conocido del Jurásico inferior es demasiado pobre para permitirnos detalles sobre la diversificación de los dinosaurios, aunque los restos fósiles de enormes dinosaurios que aparecen en rocas jurásicas indican que evolucionaron rápidamente. En este periodo los saurópodos aumentaron significativamente su tamaño, como Diplodocus y Brachiosaurus. Los depredadores también crecieron adaptándose a nuevas metodologías de caza. Algunos como el Allosaurus dominaron las tierras del Jurásico. Además surgieron otros grandes dinosaurios fitófagos como Stegosaurus, con placas óseas en la espalda y defensas espinosas en la cola.

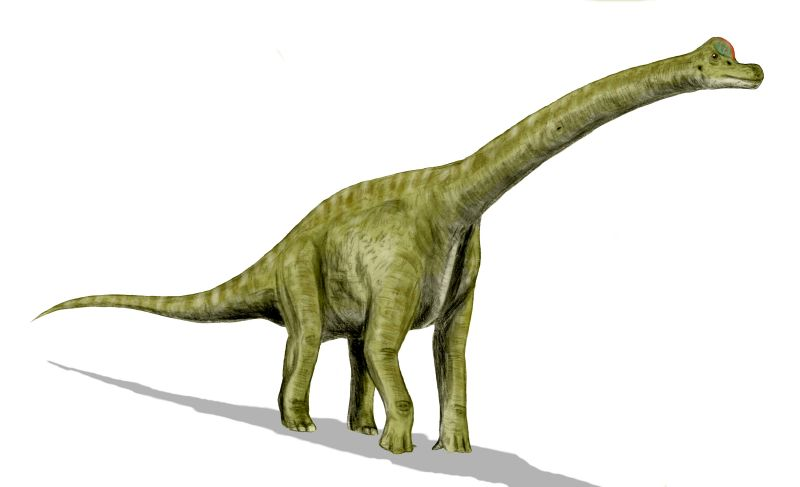
Brachiosaurus (Sauropoda)
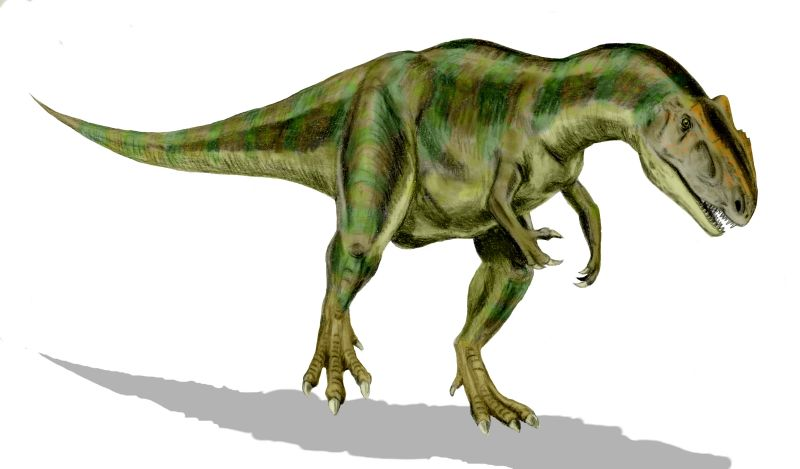
Allosaurus (Carnosauria)
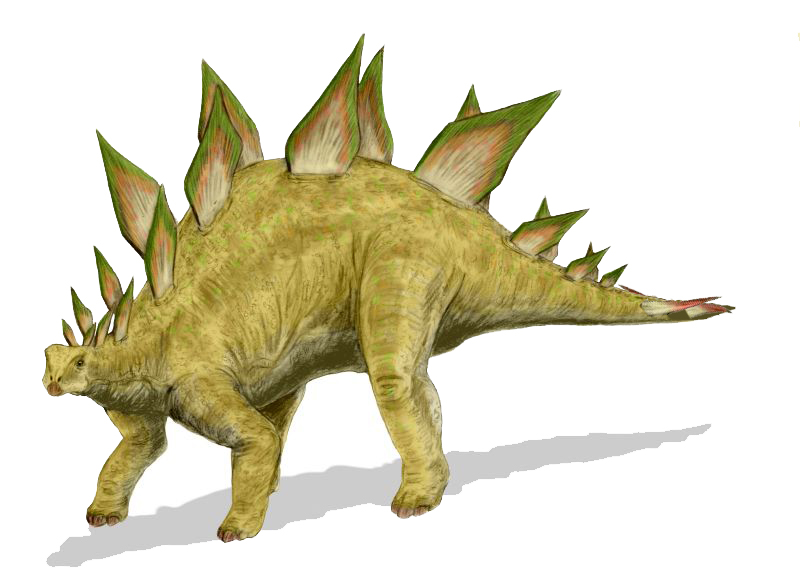
Stegosaurus (Ornithischia)
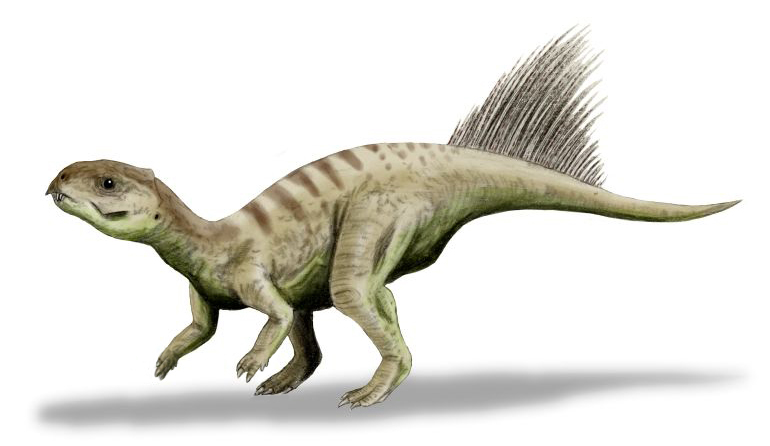
Chaoyangsaurus (Ornithischia)
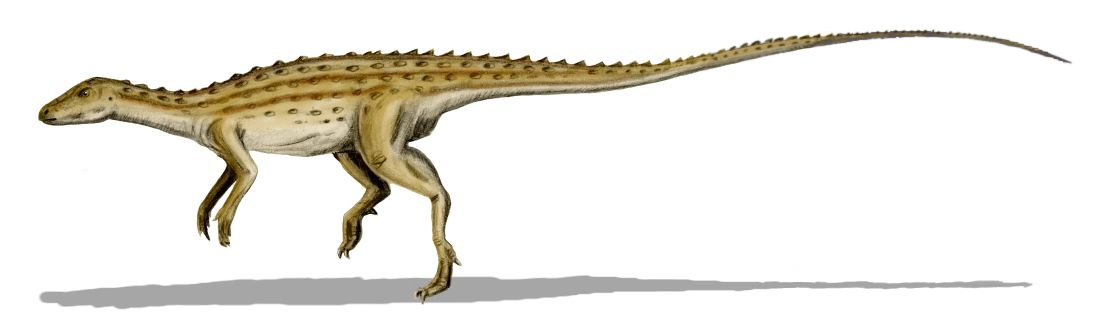
Scutellosaurus (Ornithischia)

### Vertebrados aéreos
En este periodo aparecen las primeras aves de pequeño tamaño. Pero los que en realidad dominaban los cielos en estos tiempos fueron los grandes pterosaurios. Esta familia de reptiles, que no eran dinosaurios, se alimentaba de los peces en los grandes mares con sus largos picos que poseían dientes puntiagudos. Dieron a un nuevo grupo, los pterodactiloideos, entre los que destaca Pterodactylus, que fue hallado en África oriental, Inglaterra y Francia. La cola de estos era muy corta, su cabeza era mayor y su cuello más largo que los pterosaurios triásicos.

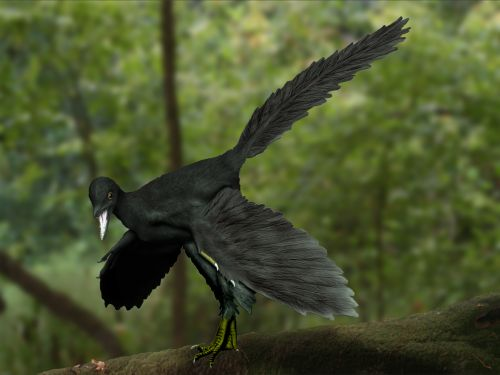
Archaeopteryx (Aves)
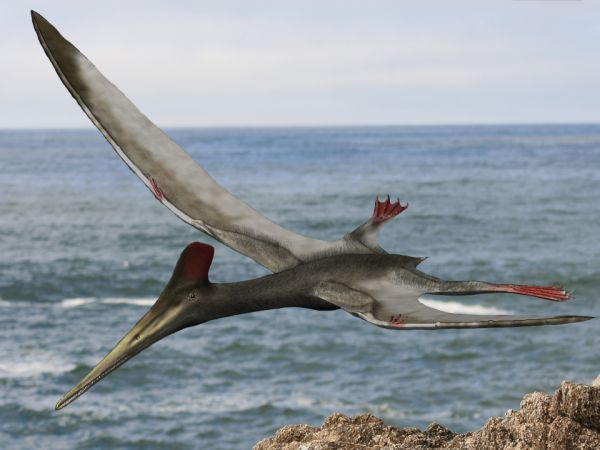
Pterodactylus (Pterosauria)

### Vertebrados acuáticos
Durante el Jurásico las más evolucionadas formas de vida marina eran los peces y los reptiles. Los ictiosaurios sobreviven al cambio de periodo. Compartían los mares con los primeros cocodrilos acuáticos, los cuales tenían aletas en vez de patas, y con los teleósteos, predecesores de la mayoría de los peces actuales. Los plesiosaurios son otro grupo destacado en este periodo que no pudo llegar al siguiente, al igual que los cocodrilos con aletas.

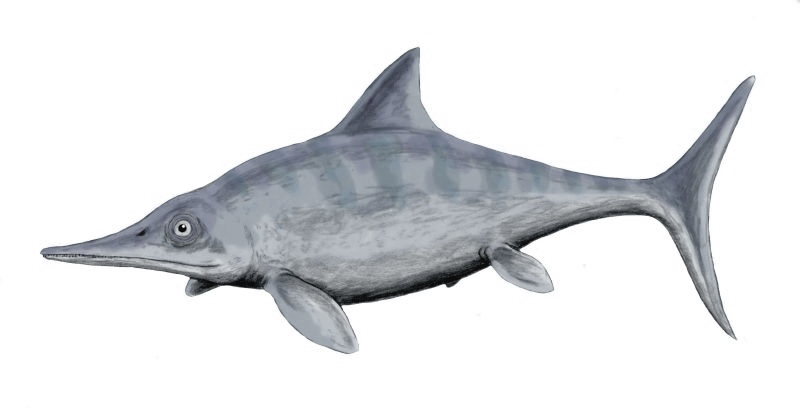
Ophthalmosaurus (Ichthyosauria)
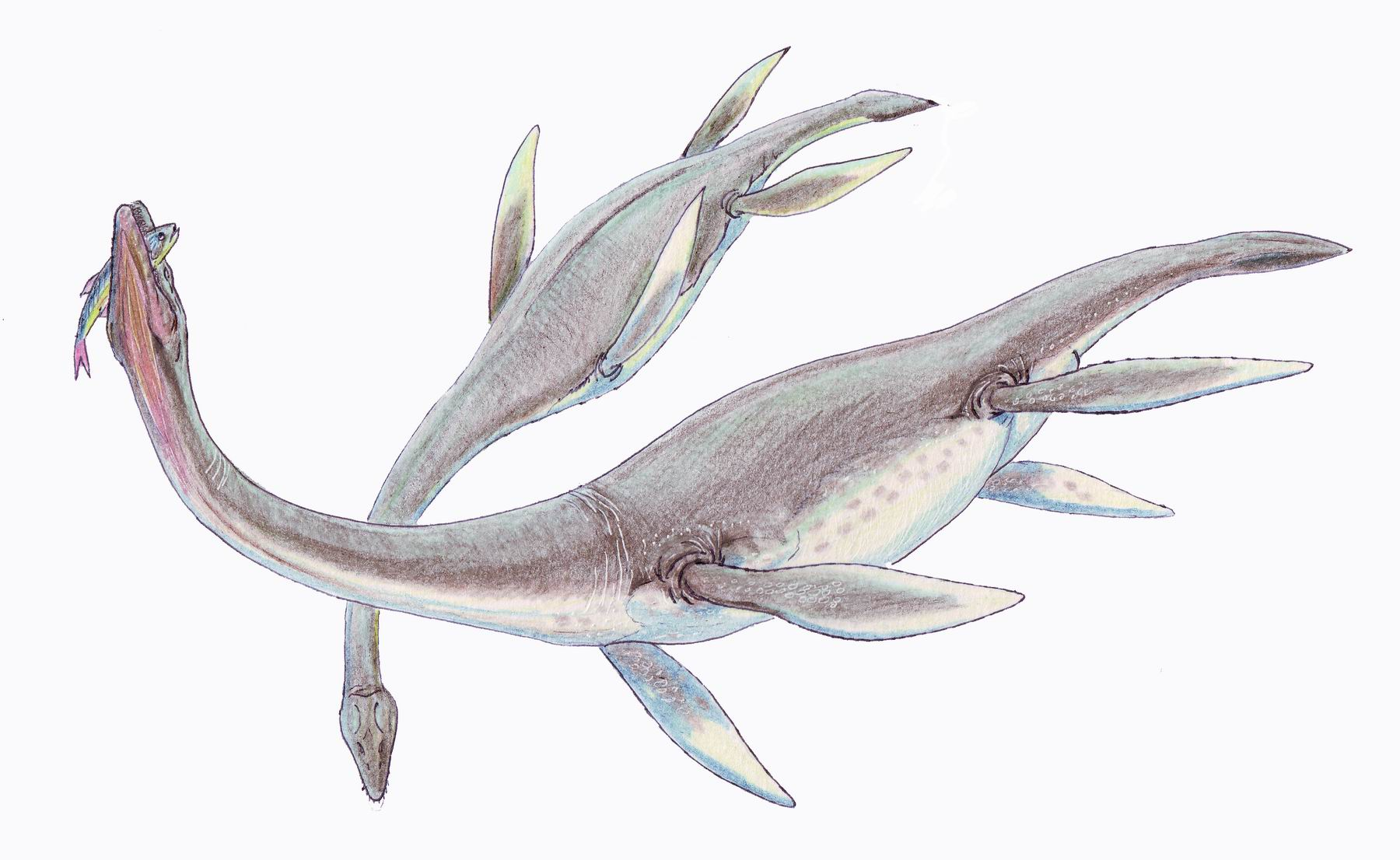
Plesiosaurus (Plesiosauria)
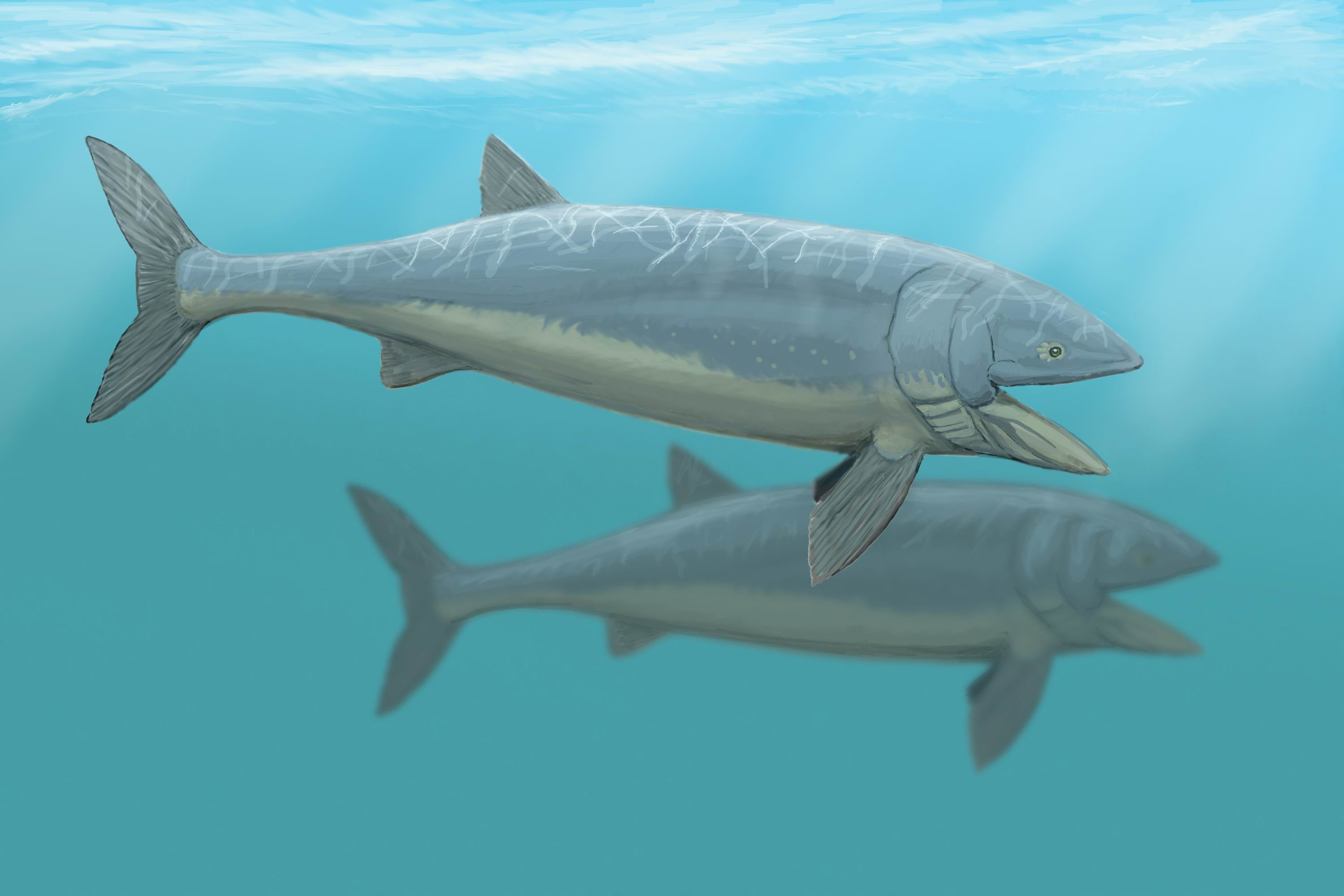
Leedsichthys (Actinopterygii)

## Etimología e historia

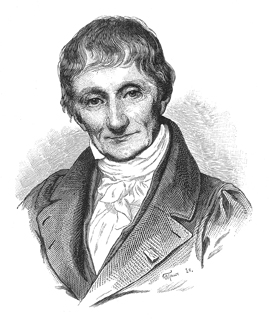
Retrato de Alexandre Brongniart, que acuñó el término "Jurásico".

El término cronoestratigráfico "Jurásico" está vinculado a los montes del Jura, una cadena montañosa boscosa que sigue principalmente la frontera entre Francia y Suiza. El nombre "Jura" deriva de la raíz celta *jor a través del galo *iuris "montaña boscosa", que se trasladó al latín como nombre de lugar y evolucionó a Juria y finalmente a Jura.
Durante un viaje por la región en 1795, el naturalista alemán Alexander von Humboldt reconoció que los depósitos carbonatados de las montañas del Jura eran geológicamente distintos del Muschelkalk del Triásico del sur de Alemania, pero concluyó erróneamente que eran más antiguos. En 1799 los denominó Jura-Kalkstein ("caliza del Jura").
En 1829, el naturalista francés Alexandre Brongniart publicó un libro titulado Descripción de los terrenos que constituyen la corteza terrestre o Ensayo sobre la estructura de los terrenos conocidos de la Tierra. En este libro, Brongniart utilizó la frase terrains jurassiques al correlacionar el "Jura-Kalkstein" de Humboldt con calizas oolíticas de edad similar en Gran Bretaña, acuñando y publicando así el término "Jurásico".
El geólogo alemán Leopold von Buch estableció en 1839 la triple división del Jurásico, originalmente denominada de más antiguo a más joven: Jurásico Negro, Jurásico Marrón y Jurásico Blanco. El término "Lias" había sido utilizado previamente para estratos de edad equivalente al Jurásico Negro en Inglaterra por William Conybeare y William Phillips en 1822.
El paleontólogo francés Alcide d'Orbigny, en artículos publicados entre 1842 y 1852, dividió el Jurásico en diez pisos basados en ammonites y otros conjuntos fósiles de Inglaterra y Francia, de los cuales siete se siguen utilizando, pero ninguno ha conservado su definición original. El geólogo y paleontólogo alemán Friedrich August von Quenstedt dividió en 1858 las tres series de von Buch en el Jura de Suabia en seis subdivisiones definidas por ammonites y otros fósiles.
El paleontólogo alemán Albert Oppel, en sus estudios realizados entre 1856 y 1858, modificó el esquema original de d'Orbigny y subdividió aún más los pisos en zonas bioestratigráficas, basándose principalmente en ammonites. La mayoría de los pisos modernos del Jurásico se formalizaron en el Colloque du Jurassique celebrado en Luxemburgo en 1962.